# Wacław Jankowski
Wacław Jankowski (ur. 17 marca 1904 w Warszawie, zm. 10 lutego 1968 tamże) – polski aktor teatralny i filmowy.

## Życiorys
Urodził się w rodzinie Stanisława i Zofii Jankowskich. W latach 1922–1924 należał do objazdowego zespołu operetkowego Tadeusza Pilarskiego (1866–1940) w Krakowie, w sezonie 1924/25 do zespołu teatru w Grudziądzu, a w sezonie 1925/26 do zespołu Teatru Miejskiego w Toruniu. Następnie do 1929 odbywał służbę wojskową (grał w tym czasie w teatrze garnizonowym w Mińsku Mazowieckim). Później do wybuchu II wojny światowej występował w różnych zespołach rewiowych i kabaretowych na prowincji i w Warszawie, m.in. w warszawskich teatrzykach Mignon (1930), Hollywood (1933), Wesoły Ul (1936).
W czasie okupacji niemieckiej grał w warszawskich teatrach jawnych: Złoty Ul, Miraż, Kometa, Bohema, Jar, a w 1944 w krakowskim Teatrze Powszechnym. Po wojnie, od sezonu 1945/1946 był w zespole łódzkiego Teatru Miniatur Syrena, od sezonu 1946/47 pn. Teatr Syrena, z którym w sezonie 1948/49 przeniósł się do Warszawy i pozostał do końca sezonu 1966/1967.

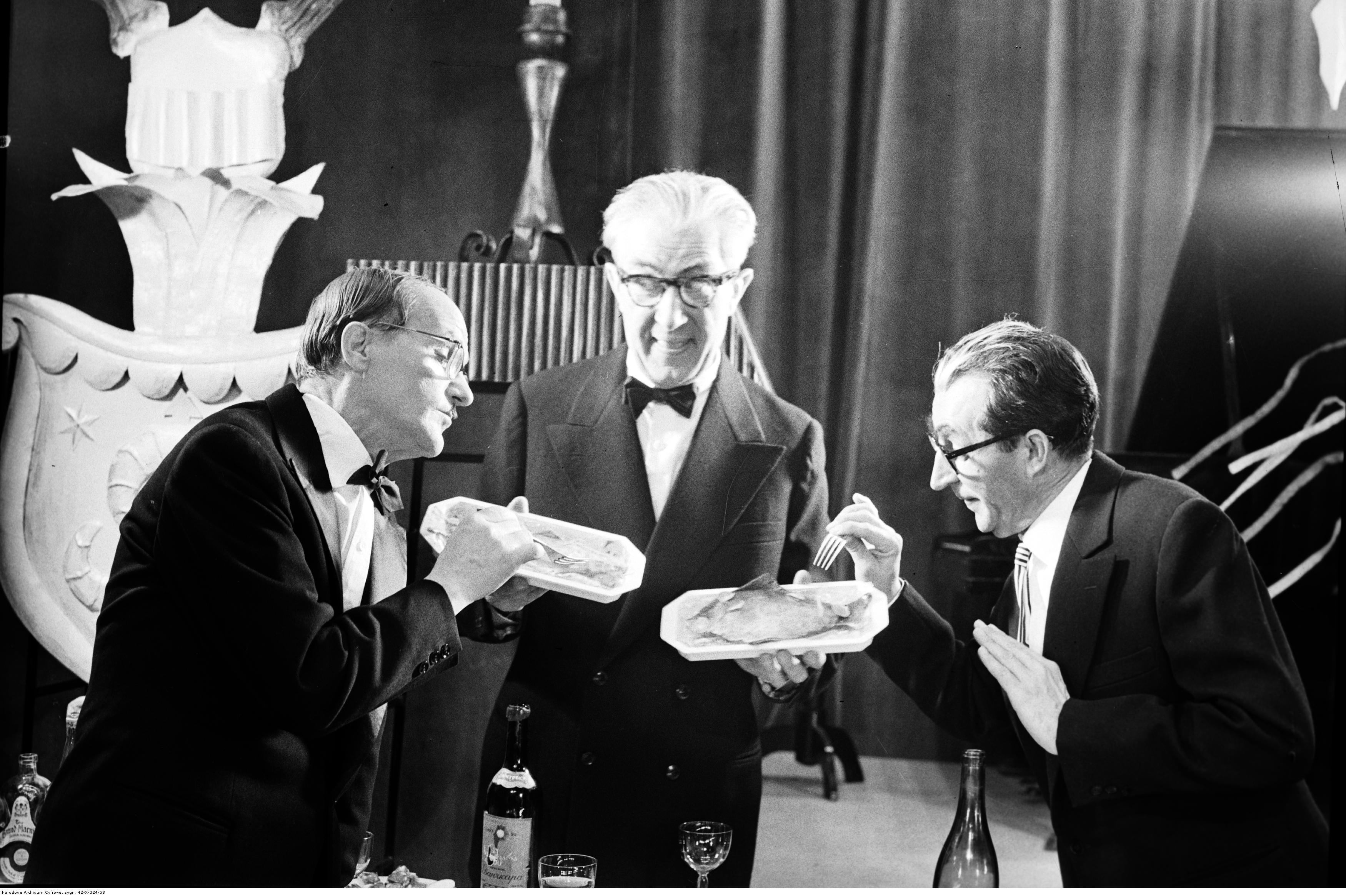
Wacław Jankowski jako Piekarski, Stanisław Woliński jako Marcin Rożen i Rudolf Gołębiowski jako Goldwein w przedstawieniu „Maestro” w Teatrze Syrena w Warszawie (1959)

Był jednym z najpopularniejszych aktorów Teatru Syrena, cenionym odtwórcą tzw. warszawskich typów np. jako Majster w Wodewilu Warszawskim, sprawdzał się także w małych formach kabaretowych. Występował w filmie oraz współpracował z Teatrem Polskiego Radia.
Był mężem Anny z Dzierków (zm. 1987). Zmarł w Warszawie, pochowany został 15 lutego 1968 na cmentarzu Bródnowskim (kwatera 66D-3-31).

## Filmografia
- Wojna domowa odc. 15 (1966), reż. J. Gruza – Klient w pralni
- Dzień ostatni – dzień pierwszy odc. pt. Bigos (1965), reż. S. Szyszko
- Gangsterzy i filantropi (1962), reż. J. Hoffman i E. Skórzewski – Kelner
- Walet pikowy (1960), reż. T. Chmielewski – Ludwik Czerwinka, portierGrób Wacława Jankowskiego na cmentarzu Bródnowskim

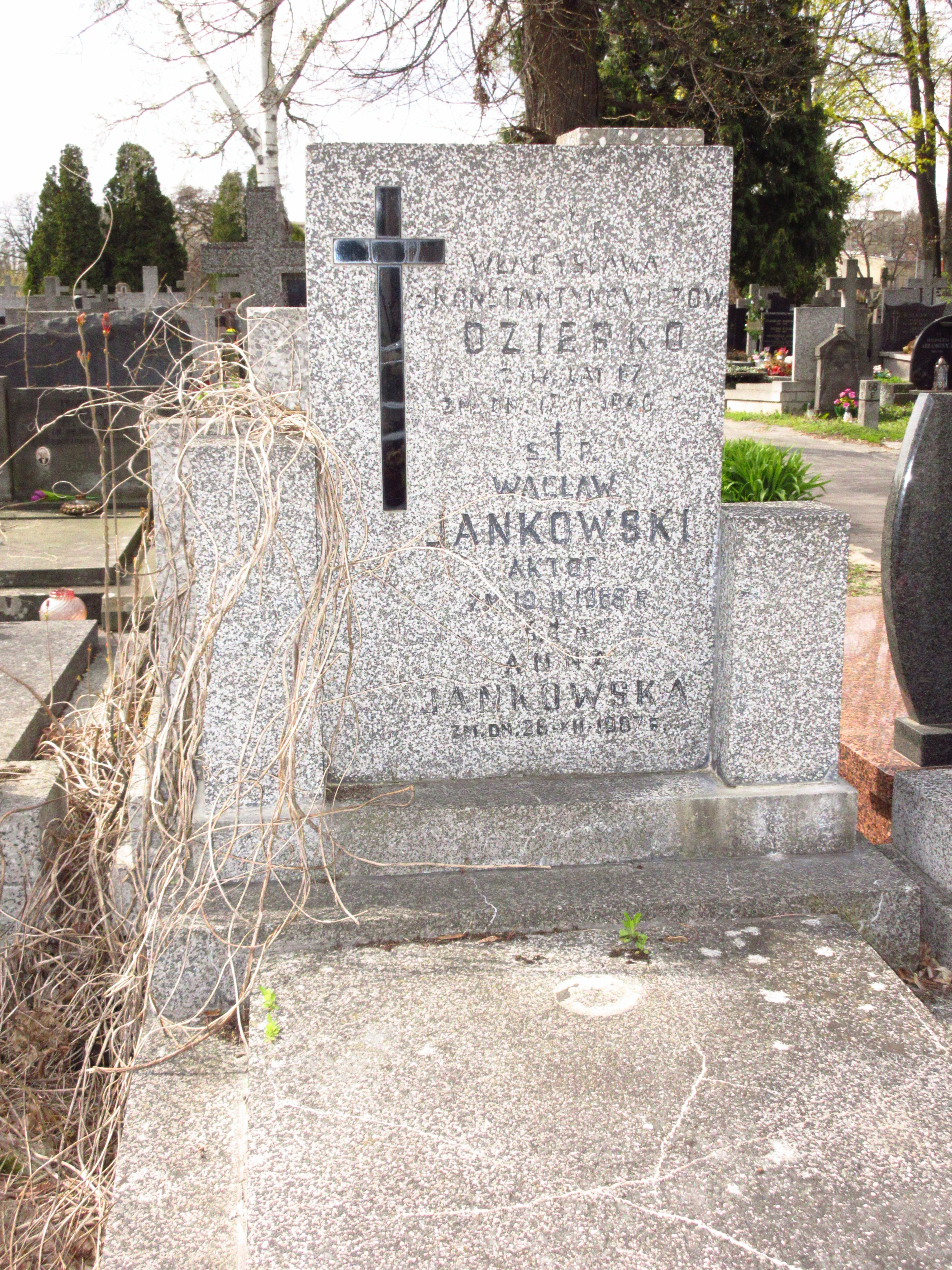
Grób Wacława Jankowskiego na cmentarzu Bródnowskim

- Cafe pod Minogą (1959), reż. B. Brok – Wojtuś Piskorszczak, „Starszy”
- Zadzwońcie do mojej żony (1958), reż. J. Mach – Rybiński
- Ewa chce spać (1957), reż. T. Chmielewski – Dyżurny policjant w 8. komisariacie
- Warszawa syrena (1956), reż. T. Makarczyński – Sławeusz, ojciec Sławy, mąż Kobylichy
- Sprawa do załatwienia (1953), reż. J. Rybkowski i J. Fethke – Uprzejmy kelner
- Przygoda na Mariensztacie (1953), reż. L. Buczkowski – Warszawiak
- Skarb (1948), reż. L. Buczkowski – „referent” Cyrjan
- Ślepy tor (1947), reż. B. Zeman

## Ordery i odznaczenia
- Krzyż Kawalerski Orderu Odrodzenia Polski (1965)
- Medal 10-lecia Polski Ludowej (19 stycznia 1955)[4]
- Odznaka 1000-lecia Państwa Polskiego (1967)